# Immunogène
Est dite immunogène une substance dotée du pouvoir de provoquer une réaction immunitaire.
Le plus souvent, il peut s'agir d'un antigène. Certains antigènes, comme les haptènes, ne sont pas immunogènes par eux-mêmes, mais le deviennent en se combinant avec d'autres antigènes.